# موزه هنر مدرن پاریس
موزه هنر مدرن پاریس (به فرانسوی: Musée d'Art Moderne de la Ville de Paris) (مخفف: MAMVP) در سال ۱۹۶۱ میلادی (۱۳۴۰ شمسی) تأسیس شده و به‌عنوان یکی از بزرگ‌ترین موزه‌های شهر پاریس به نمایش هنر مدرن و معاصر  اختصاص داده شده است.
موزه هنرهای پاریس یکی از ۱۴ موزه شهر پاریس است که در سال ۱۳۹۱ شمسی به نهاد عمومی موزه‌های پاریس پیوست.

## شرح بنای موزه
بنای موزه هنر مدرن پاریس در کنار رود سن، میان شانزه‌لیزه و برج ایفل در ضلع شرقی مرکز هنری پالادِتوکیو واقع شده که برای اولین بار برای نمایشگاه‌های بین‌المللی هنر و تکنولوژی سال ۱۳۱۶ بنا نها شد. مجموعه‌ی موزه دربرگیرنده نزدیک به ده هزار اثر  شاخص از جنبش‌های هنری قرن بیستم و بیست‌ویکم است.

## سرقت موزه در سال ۱۳۸۹
در شب چهارشنبه مصادف با ۳۰ اردیبهشت ۱۳۸۹ پنج تابلوی نقاشی بسیار ارزشمند از موزه هنرهای مدرن شهر پاریس به سرقت رفت. گفته می‌شود این تابلوها شامل کبوتر و نخودها اثر پیکاسو، پاستورال اثر هنری ماتیس، درخت زیتون نزدیک استک اثر ژرژ براک، زنی با بادبزن اثر آمدئو مودیلیانی و طبیعت بیجان لوسترها اثر فرناند لژه است که ارزش تابلوهای دزدیده شده بیش از ۶۰۰ میلیون دلار برآورد می‌شود. به گفته مقامات موزه، سارق به تنهایی یکی از شیشه‌های ساختمان موزه را شکسته و یکی از قفل‌های اصلی را هم با قیچی بریده بوده‌است.

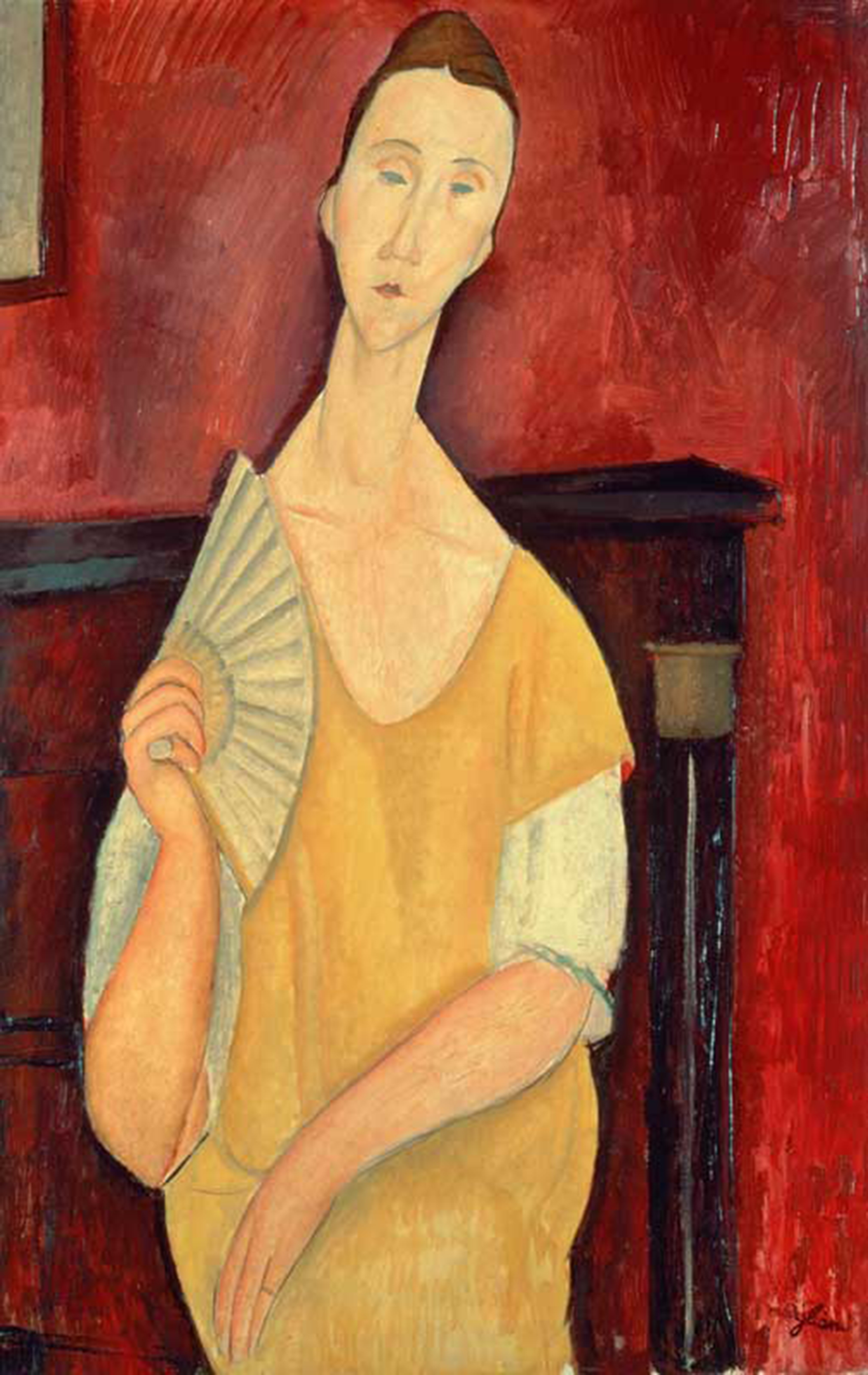
زنی با بادبزن اثر آمدئو مودیلیانی